# スザンナと長老たち (アルテミジア・ジェンティレスキのポンマースフェルデン所在の絵画)
『スザンナと長老たち』（スザンナとちょうろうたち、伊: Susanna e i vecchioni、英: Susanna and the Elders）は、1610年にイタリアの画家アルテミジア・ジェンティレスキが描いた絵画。現在はドイツのポンマースフェルデンのシュロス・ヴァイセンシュタインに所蔵されている。